# بلدنا (صحيفة)
بلدنا هي صحيفة يومية عربية مملوكة للقطاع الخاص ومؤيدة للقومية العربية تصدر في سوريا. تحتوي الصحيفة أيضًا على نسخة باللغة الإنجليزية والتي صدرت ابتداءً من كانون الأول 2009 ولكن أُغلقَت لاحقًا.

## التاريخ والملف الشخصي
مالك وناشر مجلة بلدنا هي المجموعة المتحدة للنشر والدعاية والتسويق وهي تكتل إعلامي سوري يُنظر إليه على أنه ذراع إعلامي بعثي، ويملكه أبناء رئيس المخابرات السابق اللواء بهجت سليمان (مجد بهجت سليمان وحيدرة سليمان) ومحمد بشار كيوان. يشغل حيدرة بهجت سليمان منصب رئيس التحرير.
في تشرين الأول 2009، أطلقت بلدنا نسختها الإنجليزية برئاسة محرر تلقى تعليمه في المملكة المتحدة. وبما أن اللغة الإنجليزية ليست مفهومة لدى شريحة واسعة من الجمهور في سوريا، فقد كان الهدف هو نقل صورة إيجابية عن سوريا إلى المراقبين والدبلوماسيين الأجانب. ولكن النسخة الإنجليزية أُغلقَت لاحقًا.
صحيفة بلدنا هي واحدة من صحيفتين يوميتين خاصتين تغطيان مواضيع سياسية نجحتا في البقاء مفتوحتين خلال الحصار الأمريكي والغربي على سوريا تحت ظل الأسد، وذلك بفضل ملكيتها من رجال أعمال مرتبطين بالحكومة السورية.
في مقال نُشر في الصحيفة بتاريخ 21 شباط 2012، ذكرت الصحيفة أن المتحولين السوريين من ذكور إلى إناث عبر جراحات هم "جراثيم اجتماعية غربية... أصابت مجتمعنا وانتهزت الفرصة للهجوم بمجرد ظهور أولى علامات الضعف"

## روابط خارجية
- الموقع الرسمي